# رأی‌گیری مخفی

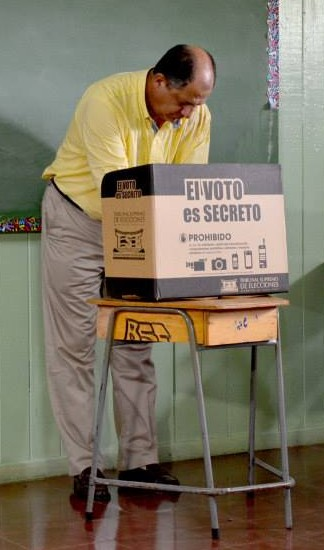
لوئیس گییرمو سولیس، رئیس‌جمهور کوستا ریکا، در حال رای دادن پشت یک صفحه مخفی. روی مقوای پوشاننده نوشته شده است: "رای یک راز است".

رأی‌گیری مخفی یا رأی‌دهی مخفی یک شیوهٔ رای‌گیری است که در آن انتخاب‌های یک رای‌دهنده در یک انتخابات یا همه‌پرسی هم مخفی و هم بی نام و نشان هستند. هدف کلیدی تضمین این مسئله است که با پیش دستی کردن بر تلاش‌ها در جهت تأثیرگذاری بر رای‌دهنده از طریق ارعاب یا رشوه، او انتخاب قلبی خود را انجام دهد. این سیستم یک شیوه برای دستیابی به هدف محرمانگی سیاسی است. به هر حال، رای مخفی در جایی که پرداخت کردن به حامیان برای حضور و مخالفان برای خانه نشستن قانونی است، ممکن است میزان خرید رای را افزایش دهد و نتیجتاً ممکن است هزینه‌های خریدن یک انتخابات را کم کند.
رای‌گیری مخفی برای بسیاری از نظام‌های رای دهی مناسب است. مقدماتی‌ترین شیوه می‌تواند قطعات سفید کاغذ باشد که هر رای‌دهنده بر آن فقط انتخاب خود را می‌نویسد. انتخاب کنندگان بدون برملا کردن رایشان به کسی، آرا را در صندوق‌های مهروموم شده‌ای می‌اندازند که بعداً به منظور شمارش خالی می‌شوند.
در جهان مدرن یکی از رایجترین اشکال رای مخفی کاغذهای رای از پیش چاپ شده‌است که نام کاندیدها یا سوالات و چک باکس‌های متناظر را در برمی گیرد. در محل رای‌گیری برای رای‌دهندگان ملاحظاتی انجام می‌شود تا ترجیحاتشان را مخفیانه ثبت کنند. رای‌گیری‌ها به‌طور مشخص طراحی می‌شوند تا سوگیری را حذف کرده از پیوند دادن رای‌دهنده به رای‌گیری جلوگیری کنند. در آمریکا این شیوه به رای‌گیری مسچوستس هم معروف است که اولین ایالتی بود که آن را بکار برد. در ایالات متحده رای دادن با رای مخفی در ۱۸۹۲ سرتاسری شد ولی ممنوعیت‌های جنایی علیه پرداخت پول به مردم برای رای دادن به یک کاندیدا در ۱۹۲۵ وضع شد.

## حقوق بین‌الملل
حق برگزاری انتخابات از طریق رأی‌گیری مخفی در معاهده و توافق‌نامه‌های متعدد بین‌المللی گنجانده شده‌اند که کشورهای عضو را ملزم می‌دارند:
- ماده ۲۱٫۳ اعلامیه جهانی حقوق بشر اظهار می‌دارد، «ارادهٔ مردم باید … باید از طریق انتخابات ادواری و سالمی ابراز شود که … با استفاده از رای مخفی یا روش‌های رای‌گیری آزاد برگزار شود.»[۲]
- ماده ۲۳ کنوانسیون حقوق بشر آمریکا (پیمان سن خوزه، کاستاریکا) به همه شهروندان کشورهای عضو سازمان کشورهای آمریکایی حق و فرصت " رای دادن و   انتخاب شدن در انتخابات‌های دوره ای واقعی را اعطا می‌کند، که باید با رأی‌گیری همگانی و برابر و از طریق رأی مخفی که بیان آزاد اراده رأی دهندگان را تضمین می‌کند " صورت گیرد.[۳]
- بند ۷٫۴ سند نشست کپنهاگ کنفرانس ابعاد انسانی CSCE، کشورهای عضو سازمان امنیت و همکاری در اروپا را موظف می‌کند "اطمینان حاصل کنند که آرا با رأی مخفی یا با روش رای‌گیری آزاد معادل صورت می‌گیرد؛ و این که آنها صادقانه شمرده و گزارش شوند و نتایج رسمی علنی شود. "[۴]
- ماده ۵ کنوانسیون معیارهای انتخابات دموکراتیک، حقوق و آزادیهای انتخاباتی در کشورهای عضو مشترک المنافع کشورهای مستقل، نهادهای انتخاباتی را موظف به عدم انجام «هیچ‌گونه عمل مغایر ابراز مخفی خواست رای‌دهنده می‌کند».[۵]